# Египатски базар (Истанбул)
Египатски базар (тур. Mısır Çarşısı) или Базар зачина један је од највећих базара у Истанбулу. Налази се у четврти Еминони, у округу Фатих. Египатски базар је најпознатији наткривени трговачки комплекс после Капали чаршије. Налази се непосредно поред железничке станице Сиркеџи, последње станице чувеног Балкан Експреса.

## Име
У турском језику реч „mısır” је хомоним. Назив је за државу Египат, али и за биљку кукуруз, због чега се понекад име погрешно преводи као „Кукурузни базар”.

## Историја
Египатски базар је изграђен 1660. године по налогу валиде султаније Турхан Хатиџе, мајке султана Мехмеда IV, на месту старе венецијанске пијаце. Постоји неколико докумената који сугеришу да је прво име овог базара било „Нови базар“, а да је име „Египатски базар“ добио јер је саграђен приходима од отоманског похода на Египат 1660. године. Овај базар одувек је био центар за трговину зачинима у Истанбулу, али последњих година на њему се продаје и друга најразличитија роба, па друге врсте продавница постепено замењују оне у којима се продају зачини.
Сама грађевина је део комплекса (кулије — тур. Külliye) Нове џамије. Приходи добијени од изнајмљених радњи у згради чаршије коришћени су за одржавање џамије .
Комплекс је пројектовао дворски архитекта Коча Касим Ага (Koca Kasım Ağa), али су грађевински радови почели под надзором другог дворског архитекте, Мустафа Аге, крајем 1660. године. Дана 24. јула 1660. године у Истанбулу је избио велики пожар, који је трајао нешто више од два дана (око 49 сати, према хроникама Абди–паше) и уништио многе квартове у граду. Након пожара у граду је почела велика обнова и реконструкција, која је укључивала и наставак изградње Нове џамије, заустављене између 1603. и 1660. године. Изградња џамије је коначно завршена између 1660. и 1665. Изградња Базара зачина исте године. Сви објекти у комплексу Нове џамије, укључујући и Базар зачина, грађени су по налогу султанија Турхан Хатиџе.

## Египатски базар данас
Базар је изграђен у облику латиничног слова „L”, и унутар њега се налази више од 200 продавница са разноврсном робом. Покривен је оловним куполама, и има 6 капија, чиме је омогућен улаз са разних страна. На базару се продају зачини, ратлук и други слаткиши, чајеви, суво и орашасто воће, накит, сувенири и друга роба. Као и у Капали чаршији и овде је ценкање обавезно, поготово када су у питању туристи.

## Галерија
- Зграда Базара зачина
- Производи Базара зачина
- Производи Базара зачина
- Осушени чили на базару зачина
- Сушено поврће на базару зачина
- Шарени базар зачина на базару зачина
- Главна улица чаршије
- Зачини на продају
- Суво воће на чаршији зачина
- Унутар чаршије
- Унутар чаршије
- Улаз у чаршију